# Pierre Drancourt
Pierre Drancourt (* 10. Mai 1982 in Maubeuge) ist ein französischer Radrennfahrer.
Drancourt fuhr in den Jahren 2005 bis 2007 für das UCI ProTeam Bouygues Télécom. In dieser Zeit bestritt er zwei Grand Tours, die Vuelta a España 2006, die er auf Platz 108 beendete und den Giro d’Italia 2007, den er als 129. abschloss. In den Folgejahren war Drancourt bei kleineren internationalen und nationalen Mannschaften aktiv und gewann neben den UCI-Rennen Paris-Mantes-en-Yvelines (2009 und 2011) und Grand Prix des Marbriers (2011) Wettbewerbe des französischen Radsportkalenders.

## Erfolge
2009
- Paris-Mantes-en-Yvelines

2011
- Paris-Mantes-en-Yvelines
- Grand Prix des Marbriers